# Кусама, Карин
Карин Кусама (англ. Karyn Kusama, род. 21 марта 1968) — независимый американский кинорежиссёр, сценарист и продюсер, известный по фильму 2000 года Женские бои (она выступила его режиссёром, сценаристом и продюсером). Следующими фильмами Кусама стали Эон Флакс в 2005 году и Тело Дженнифер в 2009 году. В 2015 году она сняла фильм ужасов Приглашение, а в последнее время работала режиссёром на телевидении.

## Ранние годы
Карин Кусама выросла в Сент-Луисе, Миссури,:264, 266 в семье детского психиатра Харуо Кусама и школьного психиатра Сьюзан Кусама (в девичестве Макгуайр, McGuire). Её отец — японец, а мать — американка со Среднего Запада.
Кусама окончила школу en:Ladue Horton Watkins High School в Сент-Луисе. В 1990 году Кусама получила степень бакалавра медиатехнологий кино и телевидения в Школе Искусств (en:Tisch School of the Arts) Нью-Йоркского университета.

## Карьера
После окончания университета, где она выиграла приз за лучший фильм, который назывался Спящая красавица (Sleeping Beauties), Кусама работала как редактор документальных фильмов, создатель независимых фильмов и виедоклипов, няня, а также занималась покраской домов.:312 В то время, когда она работала няней она встретила кинорежиссёра (Джона Сэйлза) и в течение трёх лет работала его ассистентом, пока он работал над фильмами Звезда шерифа (фильм, 1996), Люди с ружьями и Лимбо. Во время работы на Джона Сэйлза она продолжала писать киносценарии. В 1992 году Кусама начала заниматься боксом в спортзале en:Gleason's Gym в Бруклине с тренером Гектором Рока (Hector Roca). В это время она начала собирать идеи для фильма Женский бой, но начала писать сценарий только спустя два года.:314–315
В возрасте 27 лет Кусама написала сценарий и сняла дебютный фильм Женский бой. Два года ушло на поиск финансирования для фильма, потому что она настаивала, что главную роль должна играть латиноамериканская актриса, а не какая-либо известная актриса европеоидной расы. Незадолго до того, когда надежды на финансирование почти исчезли, фильм Girlfight был полностью профинансирован кинорежиссёром Джоном Сэйлзом, у которого она работала ассистентом в это время и который был её наставником.:309 Фильм был представлен в 2000 году и выиграл приз за лучшую режиссуру и приз жюри на кинофестивале «Сандэнс», а также взял приз на Каннском кинофестивале. Независимый фильм с бюджетом около 1000000$ был тепло принят критиками, однако доходы от проката составили только $1,667,000, что посчитали достаточно малым доходом; с тех пор он стал классическим примером «эффекта Сандэнса».
В 2005 году Кусама снимает второй фильм "Эон Флакс" в студии Paramount Pictures, в котором снялась в главной роли Шарлиз Терон и который имел бюджет в $62,000,000. Фильм был представлен продюсером студии Парамаунт Шерри Лансингом, но после его ухода фильм был в значительной мере переделан и отличался от видения самой Кусама. После этого Кусама заявила, что больше никогда не будет работать над фильмом, где не сможет контролировать создание окончательной версии. Its worldwide gross was estimated at around US$52,000,000.
В 2009 году Кусама выпустила фильм "Тело Дженифер" по сценарию Диабло Коди. Прокат фильма принёс около $31,000,000 при начальном бюджете в $16,000,000.
В 2015 году Кусама снимает фильм "Приглашение", фильм ужасов, сценарий к которому написали муж Карин Фил Хэй и его партнер Мэтт Манфреди, а в главной роли снялся Логан Маршалл-Грин. Фильм был профинансирован компанией en:Gamechanger Films, которая финансирует фильмы, снятые женщинами-режиссёрами. Фильм был с большим успехом представлен на фестивале South by Southwest. Для показа фильм был приобретён сетью кинотеатров en:Alamo Drafthouse Cinema.
Отчасти вдохновение для съёмок фильма Кусама, Хэй и Манфреди нашли в личном опыте потерь. Брат Кусама, Кевин, погиб молодым в Нью-Йорке вместе со своим близким другом. Фильм обошёлся в миллион долларов.
В 2015 году Кусама начала регулярно работать на телевидении в качестве режиссёра таких сериалов, как "Остановись и гори", "Casual", и "Миллиарды". В настоящее время Кусама начала режиссировать фильм "Breed" по истории ужасов, написанной Скоттом Спенсером под псевдонимом Чейз Новак. Сценарий к фильму будет написан мужем Карин Филом Хэем и его партнером Мэттом Манфрэди.
В 2017 году Кусама сняла часть антологии ужасов, полностью снятой режиссёрами-женщинами и получившую название XX.
14 марта 2019 года в российский прокат выйдет триллер "Время возмездия" режиссёра Карин Кусамы. Фильм был представлен на кинофестивале в Торонто. Главную роль исполнила Николь Кидман.

## Личная жизнь
Карин Кусама вышла замуж за сценариста Phil Hay в октябре 2006 году. У них родился сын. Хотя они были знакомы с 2000 года, когда состоялась премьера Женский бой, они начали встречаться только после того, как начали вместе работать над её фильмом Эон Флакс.

## Фильмография

### Фильм
- 1991: Sleeping Beauties (short)
- 2000: Женский бой
- 2005: Эон Флакс
- 2009: Тело Дженифер
- 2015: Приглашение
- 2018: Время возмездия

### Телевидение
- 2007: Секс в другом городе, серия: «Little Boy Blue»
- 2015: Пожарные Чикаго, серия: «Forgiving, Relentless, Unconditional»
- 2015: Остановись и гори, серия: «High Plains Hardware», «Working for the Clampdown» and «The Threshold»
- 2015: Человек в высоком замке, серия: «End of the World»
- 2016: Casual, серия: «Such Good Friends» and «Big Green Egg»
- 2016: Миллиарды, серия: «Quality of Life»
- 2017: Человек в высоком замке, серия: «Land O' Smiles»
- 2017: Миллиарды, серия: «Golden Frog Time»

## Награды
| Год  | Фильм       | Роль                | Заметки |
| ---- | ----------- | ------------------- | --- |
| 2000 | Женский бой | режиссёр, сценарист | приз за лучшую режиссуру, 2000 кинофестиваль «Сандэнс» приз высокого жюри, 2000 кинофестиваль «Сандэнс» награда Prix de la Jeunesse, 2000 Каннский кинофестиваль Большой приз, 2000 Фестиваль американского кино в Довиле награда, en:Independent Feature Project's Gotham Awards награда в 2000, Международный кинофестиваль в Вальядолиде награда, Гентский международный кинофестиваль |

## Дополнительные материалы
- Gordon, Bette. Karyn Kusama (англ.) // BOMB Magazine[англ.] : magazine. — Vol. 73.
- Baker, Aaron. A new combination: Women and the boxing film: An interview with Karyn Kusama (англ.) // Cineaste[англ.] : magazine. — 2000. — September (vol. 25, no. 4). — P. 22—26. — ISSN 0009-7004.
- Figgis, Mike. Karyn Kusama // Projections 11: New York Film-Makers on New York Film-Making (англ.) / Lippy, Tod; Boorman, John; Donohue, Walter. — London: Faber and Faber, 2000. — ISBN 978-0-571-20591-2.
- Horowitz, Josh. Karyn Kusama // The Mind of the Modern Moviemaker: 20 Conversations with the New Generation of Filmmakers (англ.). — New York: Penguin Group[англ.], 2006. — ISBN 978-0-452-28681-8.
- Rybicky, Dan. Chapter 13: "And Maybe There Is a Way to Give Hollywood the Kick in the Ass That It Needs: An Interview with Karyn Kusama // Filming Difference: Actors, Directors, Producers, and Writers on Gender, Race, and Sexuality in Film (англ.) / Bernardi, Daniel. — University of Texas Press, 2008. — P. 263—288. — ISBN 978-0-292-71923-1.